# Río Challa Jahuira
Río Challa Jahuira är ett vattendrag i Bolivia.   Det ligger i departementet La Paz, i den västra delen av landet, 500 km nordväst om huvudstaden Sucre.
Omgivningen kring Río Challa Jahuira består i huvudsak av gräsmarker. Området är  ganska glesbefolkat, med 26 invånare per kvadratkilometer.